# Francesco Florimo
Francesco Florimo (San Giorgio Morgeto, 12 ottobre 1800 – Napoli, 18 dicembre 1888) è stato un compositore, musicologo e bibliotecario italiano.

## Biografia

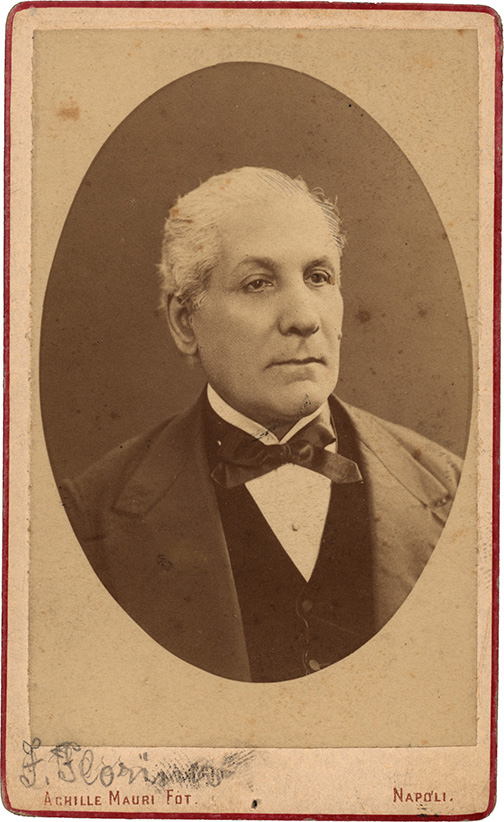
Ritratto di Francesco Florimo, bibliotecario (1800-1888). Foto di Achille Mauri, Napoli, prima del 1888

Compagno di studi e amico devoto di Vincenzo Bellini, al quale dedicò diversi scritti (Traslazione delle ceneri di Vincenzo Bellini: memorie e impressioni, Napoli 1876, e soprattutto Bellini: memorie e lettere, Firenze 1882), fu allievo di Nicola Antonio Zingarelli (al cui funerale fu eseguita una sua sinfonia funebre composta appunto per Bellini) e di Giacomo Tritto.
In gioventù compose cantate e messe, pubblicando inoltre, nel 1825, un apprezzato Metodo di canto, importante al punto da essere utilizzato dal Conservatorio di Napoli.
La sua memoria è però principalmente legata alla sua attività di storico, bibliotecario, ricercatore e organizzatore culturale.
Nel 1826 fu nominato archivista, poi reggente e infine direttore (dal 1851) della biblioteca del Conservatorio di San Pietro a Majella (allora Regio Collegio di Musica) e sotto la sua guida l'istituzione acquisì una preziosa collezione di opere musicologiche e di manoscritti, dei maestri napoletani ma non solo.
Le sue ricerche sulla tradizione musicale di Napoli furono sintetizzate nel 1869 in un Cenno storico sulla Scuola musicale di Napoli pubblicato in 2 volumi, sviluppato successivamente nell'opera in 4 volumi La scuola musicale di Napoli e i suoi conservatori, pubblicata tra il 1880 e il 1882.
La sua presenza nell'ambiente musicale napoletano del suo tempo è legata anche ad album di romanze e canzoni (in parte trascrizioni di canzoni popolari), nonché alla polemica tra wagneriani e antiwagneriani, nella quale egli si schierò dalla parte del musicista tedesco, con il saggio Richard Wagner ed i wagneristi, pubblicato a Napoli nel 1876.